# 자와어 위키백과

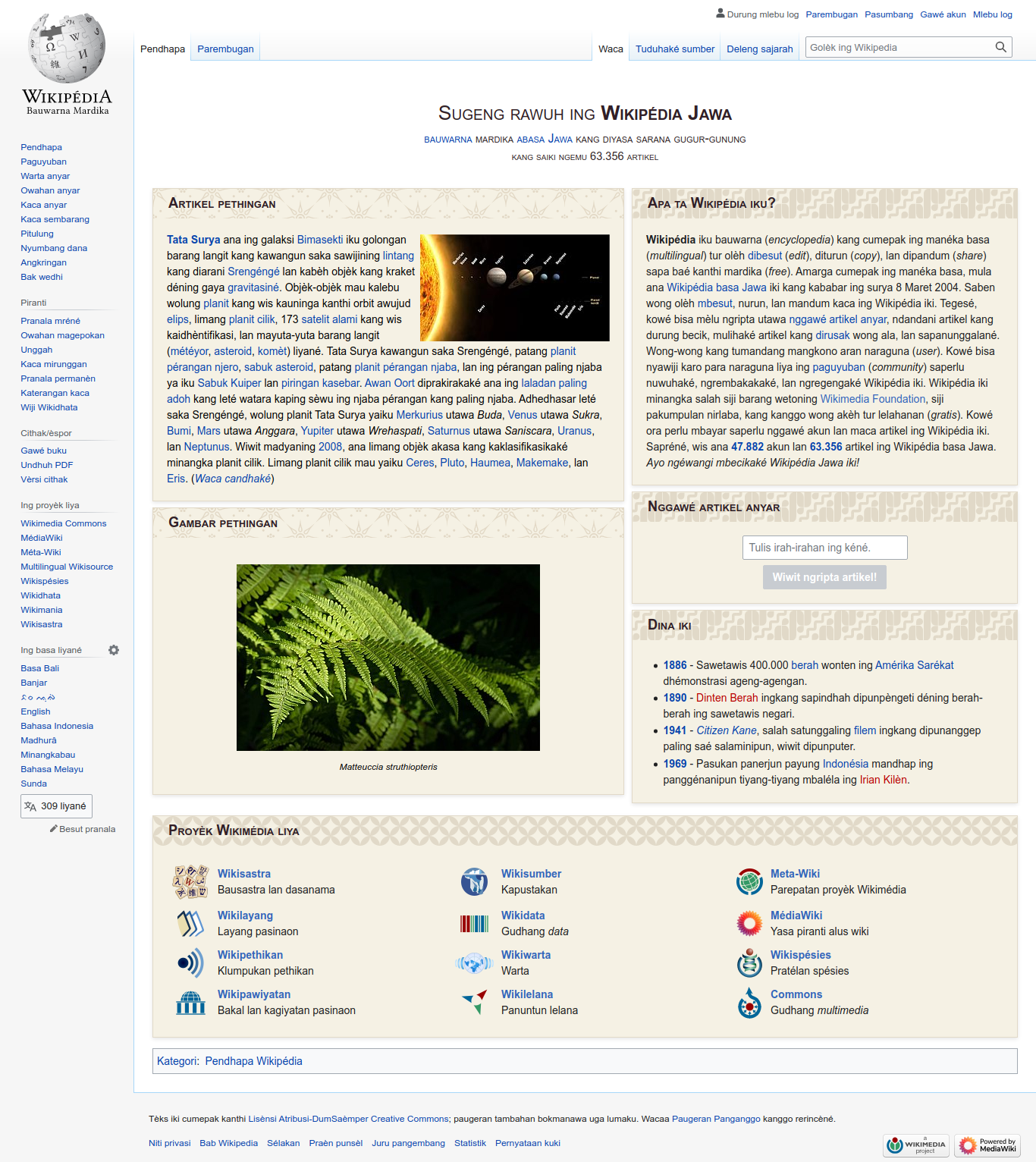

자와어 위키백과(자와어: Wikipedia basa Jawa)는 자와어로 된 위키백과이다. 2004년 3월 8일에 시작되었으며, 2012년 기준으로 문서 수는 약 41,000개이다. 기호는 jv이다. 문서는 로마자로 쓰고 있다.